# Mario Flores (giocatore di football americano)
Mario Flores Somolinos (Madrid, 1º agosto 1996) è un giocatore di football americano spagnolo che gioca come wide receiver per i Madrid Bravos.

## Palmarès
- 1 Spanish Bowl (Osos de Rivas, 2022)
- 1 Copa de España (Osos de Rivas, 2022)
- 1 LNFA C (Osos de Rivas, 2016)
- 1 The Spring League (Guardians, 2020)
- 1 German Bowl (Schwäbisch Hall Unicorns, 2017)
- 1 Austrian Bowl (Vienna Dragons, 2023)